# Eublemma pulverulenta
Eublemma pulverulenta är en fjärilsart som beskrevs av W. Warren och Rothschild 1905. Eublemma pulverulenta ingår i släktet Eublemma och familjen nattflyn. Inga underarter finns listade i Catalogue of Life.